# Erythroxylum macrocalyx
Erythroxylum macrocalyx är en tvåhjärtbladig växtart som beskrevs av Carl Friedrich Philipp von Martius. Erythroxylum macrocalyx ingår i släktet Erythroxylum och familjen Erythroxylaceae. Inga underarter finns listade i Catalogue of Life.